# Eduards Smiļģis
Eduards Smiļģis (23. november 1886 i Riga i Guvernement Livland – 19. april 1966 i Riga i Lettiske SSR) var en lettisk skuespiller og teaterinstruktør, grundlægger af Dailes Teater og dets første chefinstruktør fra 1920 til 1965. Han var uddannet civilingeniør og stod selv for opførelsen af teaterbygningen.
Igennem hele sit aktive arbejdsliv var Smiļģis den mest kendte lettiske teaterinstruktør, og hans produktioner blev ikke kun opført i Letland, men også flere steder i Europa og senere også i hele Sovjetunionen.